# Carmentina
Carmentina é um gênero de mariposa pertencente à família Acrolepiidae.